# 姫路市立飾磨西中学校
姫路市立飾磨西中学校（ひめじしりつ しかまにしちゅうがっこう）は、兵庫県姫路市飾磨区構二丁目にある公立中学校。
略称は西中（にしちゅう）。

## 沿革
戦後の学制改革により姫路市が設置した新制中学校14校のうちのひとつである。1947年3月の姫路市新学制実施準備協議会の第1回会合では飾磨地区に「第九中学校」「第十中学校」の2校を設置する原案が示され、4月2日の第2回会合ではこれを3校にし「飾磨西部中学校」「飾磨中部中学校」「飾磨東部中学校」と改めた。4月7日の第3回会合でもこの案が維持されたが、県の承認の段階で「飾磨中部中学校」のみ当初の校名が保たれたのに対し、「飾磨西部中学校」と「飾磨東部中学校」は「部」の字が削られ「飾磨西中学校」「飾磨東中学校」と改められた。
- 1947年（昭和22年）5月10日 - 姫路市立飾磨西中学校開校式。英賀保小・旧制飾磨中の校舎の一部を借用。
- 1947年（昭和22年）~1951年（昭和26年） - 新校地として農地を買い上げ。
- 1973年（昭和48年） - 現校舎が落成。
- 2015年（平成27年） - 体育館改修工事終了。
- 2016年（平成28年） - オリジナルキャラクターである「いっしんくん」と「あいこさん」完成。
- 2019年（令和元年） - 全教室にエアコン設置。

## 学校行事
- 4月 入学式、始業式、対面式、実力考査、修学旅行(5月の場合あり)(3年)
- 5月 トライやるウィーク(6月の場合あり)(2年)、中間考査、野外活動(1年)
- 6月 体育大会、期末考査
- 7月 部活動壮行会、総体、終業式、夏季休業
- 8月 夏季休業
- 9月 始業式、実力考査、後期生徒会本部役員選挙
- 10月 中間考査
- 11月 文化発表会(10月の場合あり)、期末考査
- 12月 終業式、冬季休業
- 1月 始業式、実力考査
- 2月 期末考査
- 3月 前期生徒会本部役員選挙、卒業式、終業式、春季休業

## 部活動

### 運動部
- 野球部
- サッカー部
- ソフトテニス部
- バスケットボール部
- 女子バレーボール部
- 陸上競技部
- 水泳部
- 卓球部
- 剣道部

### 文化部
- 吹奏楽部
- 茶道部
- 華道部
- 筝曲部
- サイエンスクラブ
- 美術部
- 放送部

## 生徒会活動
2021年現在、生徒会本部役員として、前期、後期ごとに選挙で12人ほど選出される。なお、3年生は後期には立候補できず、文化発表会に携わる。
また、ボランティア活動などにも参加しており、過去には、熊本地震の被災者へ16万円程度の募金を行った。

## 通学区域
以下2校の小学校区。
- 姫路市立英賀保小学校
- 姫路市立津田小学校

東は船場川、西は夢前川に至る広い校区を有し、生徒数の多い大規模校となっている。

## 周辺
- 津田公園
- 水尾川
- 姫路津田郵便局
- 兵庫県道415号和久今宿線
- 西播朝鮮初中級学校 - 1992年（平成4年）に姉妹校提携を結ぶ[3][注 3]。

## アクセス
- 山陽電鉄網干線 西飾磨駅から北東へ1km
- 神姫バス 構バス停から西へ200m
- 兵庫県道418号付城細江線沿い

## 著名な出身者
- 種浦マサオ - シンガーソングライター
- 増川隆洋 - 元サッカー選手
- 林﨑遼 - 元プロ野球
- 住所大翔- 競歩日本代表

## 通学区域が隣接している学校
- 姫路市立飾磨中部中学校
- 姫路市立山陽中学校
- 姫路市立夢前中学校
- 姫路市立広畑中学校

## 事件

### 2016年
- 同年12月に、男性臨時講師（30）が2年の女子生徒の頭を、カセットボンベ式のストーブ（高さ約20センチ）で殴り、左耳を8針縫うけがをさせた事件が発生した[4]。

### 2020年
- 同年10月13日に、男性教諭（23）が同年3月に18歳未満と知りながら少女（当時17）を正当な理由なく連れ出すなどし、さらに同年7月と8月にはSNSのメッセージで、わいせつな行為を教えたという疑いで逮捕された[5]。